# Lörracher Skulpturenweg

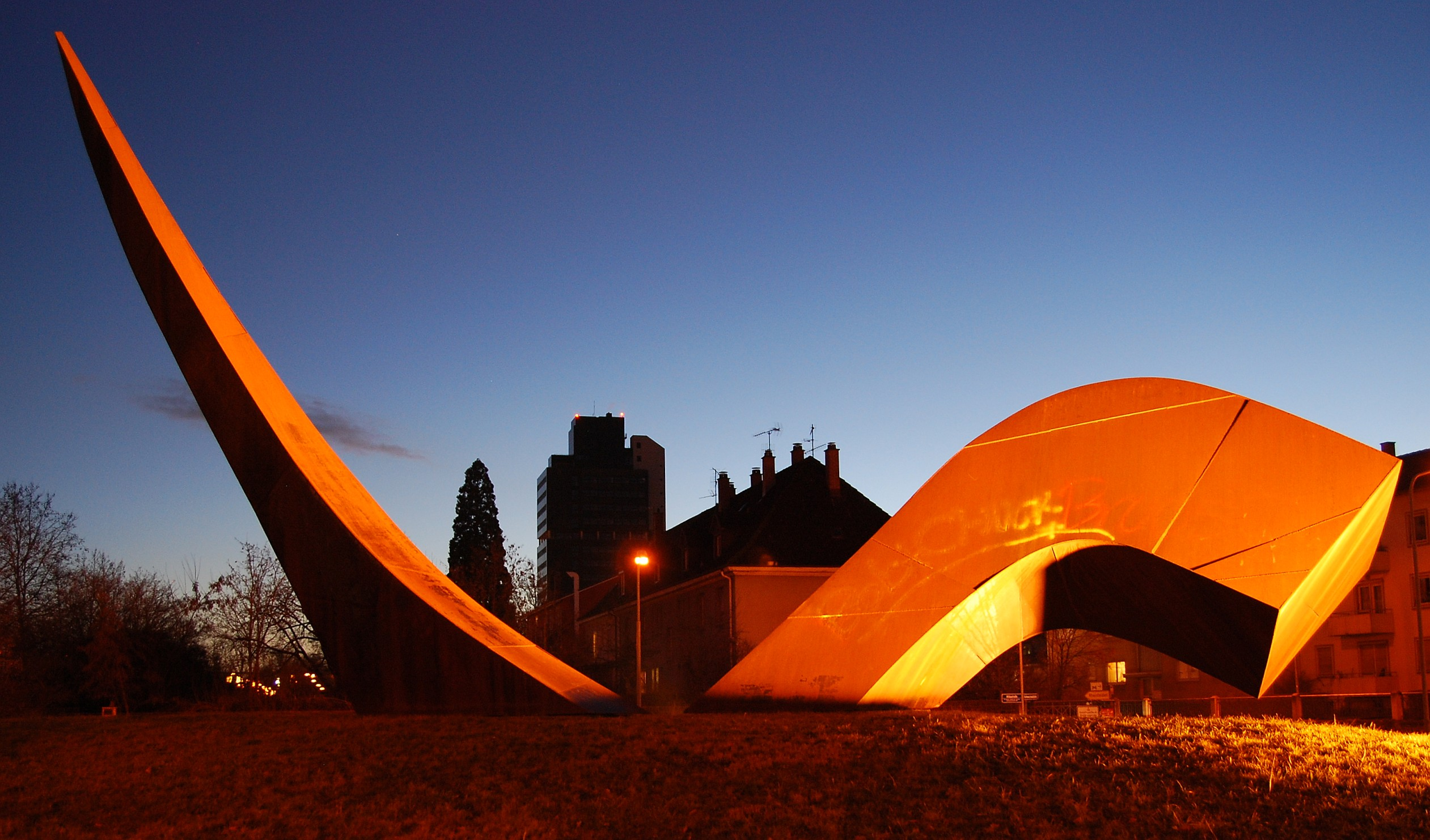
Franz Bernhard: Lörracher Sitzende

Der Lörracher Skulpturenweg ist ein an 23 Stationen mit Brunnen und Plastiken vorbeiführender Skulpturenweg durch die Innenstadt Lörrachs.
1986 wurde begonnen, die Innenstadt durch umfangreiche Maßnahmen zu verändern. Eine verkehrsreiche Hauptstraße wurde für den Individualverkehr zugunsten einer Fußgängerzone stillgelegt. Mit der Umgestaltung verfolgte die Stadt das Ziel, Lörrach zu einem kulturell attraktiven Ort im Dreiländereck zu entwickeln. Es entstand der Lörracher Skulpturenweg, mit Arbeiten von Künstlern der Region, aber auch von international bekannten Kunstschaffenden. Der Wegverlauf beginnt am Burghof Lörrach in der Innenstadt mit einem Pyramidenstumpf von Bruce Nauman. Er führt als Rundweg am Dreiländermuseum und nördlich am Lörracher Rathaus vorbei und wieder zurück ins Zentrum zum Marktplatz.

## Skulpturen und Brunnen
Die Brunnen und Plastiken sind nachfolgend in der Reihenfolge des Rundweges angegeben, wie die Stadt Lörrach ihn zur Begehung vorschlägt.

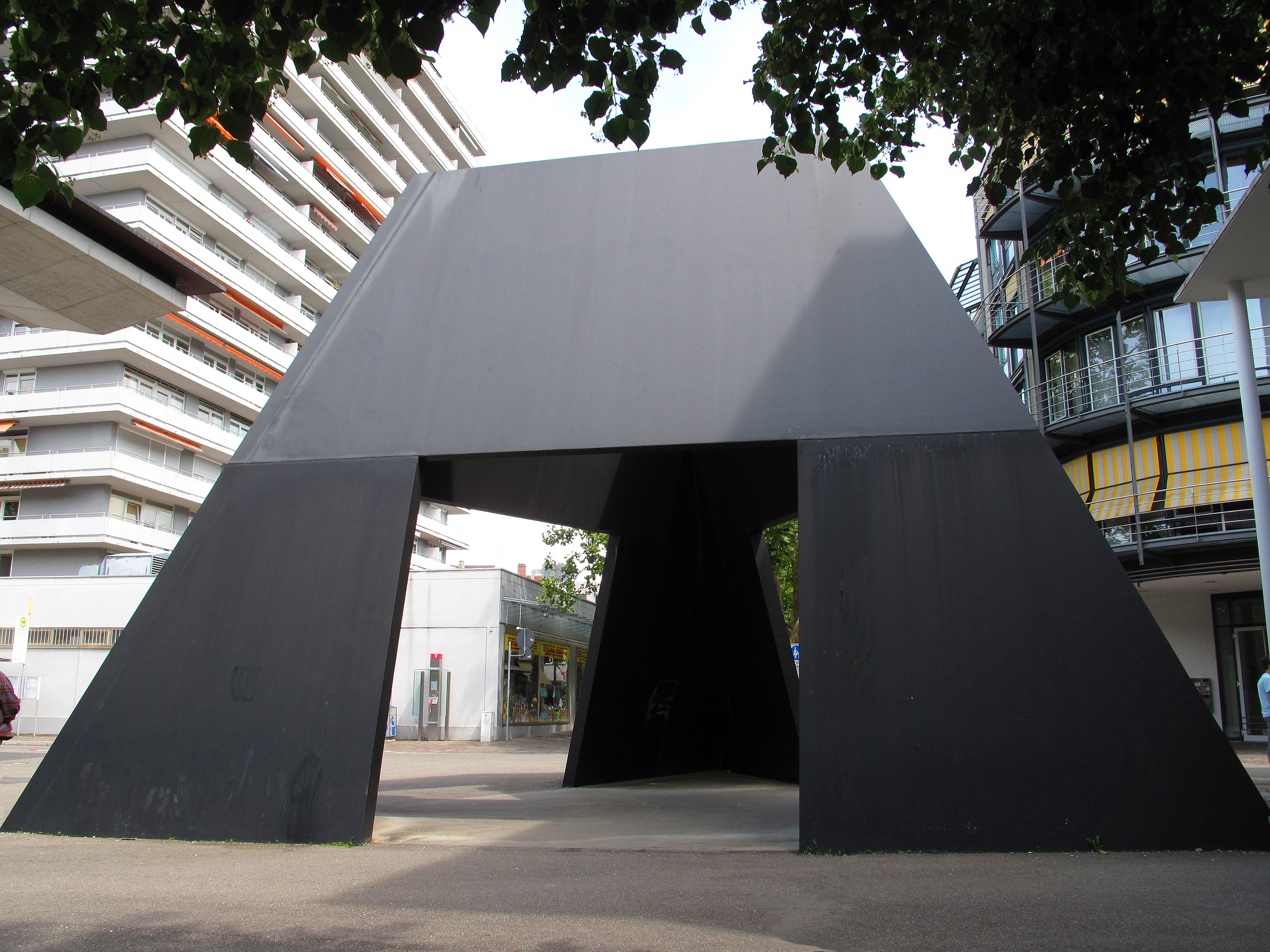
Bruce Nauman, Truncated Pyramid Room

1. Bruce Nauman, Truncated Pyramid Room, (Entwurf 1982/Aufstellung 1998): Die Pyramide des US-amerikanischen Künstlers am Burghof ist ein mattschwarzer, 7,5 Meter hoher begehbarer Pyramidenstumpf. Diese Plastik ist Naumanns erste in Europa ausgestellte Arbeit; sie wird abends mit hellem gelblichen Licht angestrahlt.
2. Rudolf Scheurer, Sonnengesichter, (2003):  Vor dem Dreiländermuseum befinden sich drei aus Aluminium gegossene Gesichter des Lörracher Künstlers. Sie stehen gegenüber der aus Juramarmor gearbeiteten Plastik, Figuration, (1962), die ebenfalls von Scheurer stammt.
3. Beatrix Sassen, Licht im Kopf, (2002): Eine 3,2 Meter hohe, aus Aluminium gegossene Skulptur auf dem Meeraner Platz. Sie zeigt das weiche Profil eines Gesichtes, welches je nach Lichteinfall den räumlichen Eindruck erweckt, es würde sich nach außen stülpen.
4. Ralf Johannes Kratz, Suche der Stadt Bestes: Das Werk im Adlergäßchen wurde am 25. Mai 2002 im Rahmen des 900-jährigen Stadtjubiläums enthüllt.
5. Konrad Winzer, Existenzielle Not, (1996): Gelegen zwischen der Stadtkirche und dem Pfarrhaus symbolisiert die auf dem Boden hockende und weit nach vorne gebeugte Figur des Lörracher Künstlers das Leid der jüdischen Familien im Nationalsozialismus. Der Standort ist bewusst gegenüber der Stadtbibliothek gewählt, dem Gebäude des ehemaligen Kaufhauses Knopf, das einer jüdischen Familie gehörte.
6. Urs Bargetzi, Kronenbrunnen, (1827): Am südlichen Rand der Fußgängerzone (Ecke Basler Straße/Herrenstraße) liegt der Brunnen des Schweizer Künstlers. Die Bezeichnung erinnert an den Standort des ehemaligen Gasthauses Krone.
7. Lasse Brander, Tendenz steigend, (1997): Die Skulptur des schwedischen Künstlers vor Sparkassenfiliale am Alten Marktplatz türmt auf einen Granitsockel farblose, transparente Glasscheiben auf, die sich in einer leichten Drehbewegung mehrere Meter nach oben winden und Farb- und Lichtspiele freisetzen.
8. Franz Häring, Brunnenanlage am Alten Markt, (1995): Sie liegt in der östlich vom Alten Marktplatz abzweigenden Gasse "Am Alten Markt", in welcher auch das Rewe-Center (ehemals Migros) liegt. Auf dem Boden ist ein Streifen aus grünem Serpentin eingelassen, der abends zusammen mit dem Brunnen leuchtet.
9. Urs Bargetzi, Marktbrunnen, (1838): Ein weiterer Brunnen Bargetzis aus hellem Jurakalkstein steht auf dem Alten Marktplatz. Er ist eine Nachbildung eines Brunnens auf dem Münsterberg in Basel.
10. Ulrich Rückriem, Granit Rosa Porrino, (1996): Die mächtige würfelförmige Skulptur steht mittig auf dem Kreuzungspunkt des Alten Marktplatzes. Der Naturstein weist bewusst Löcher, Risse und Spalte auf. Ulrich Rückriem, Granit Rosa Porriño

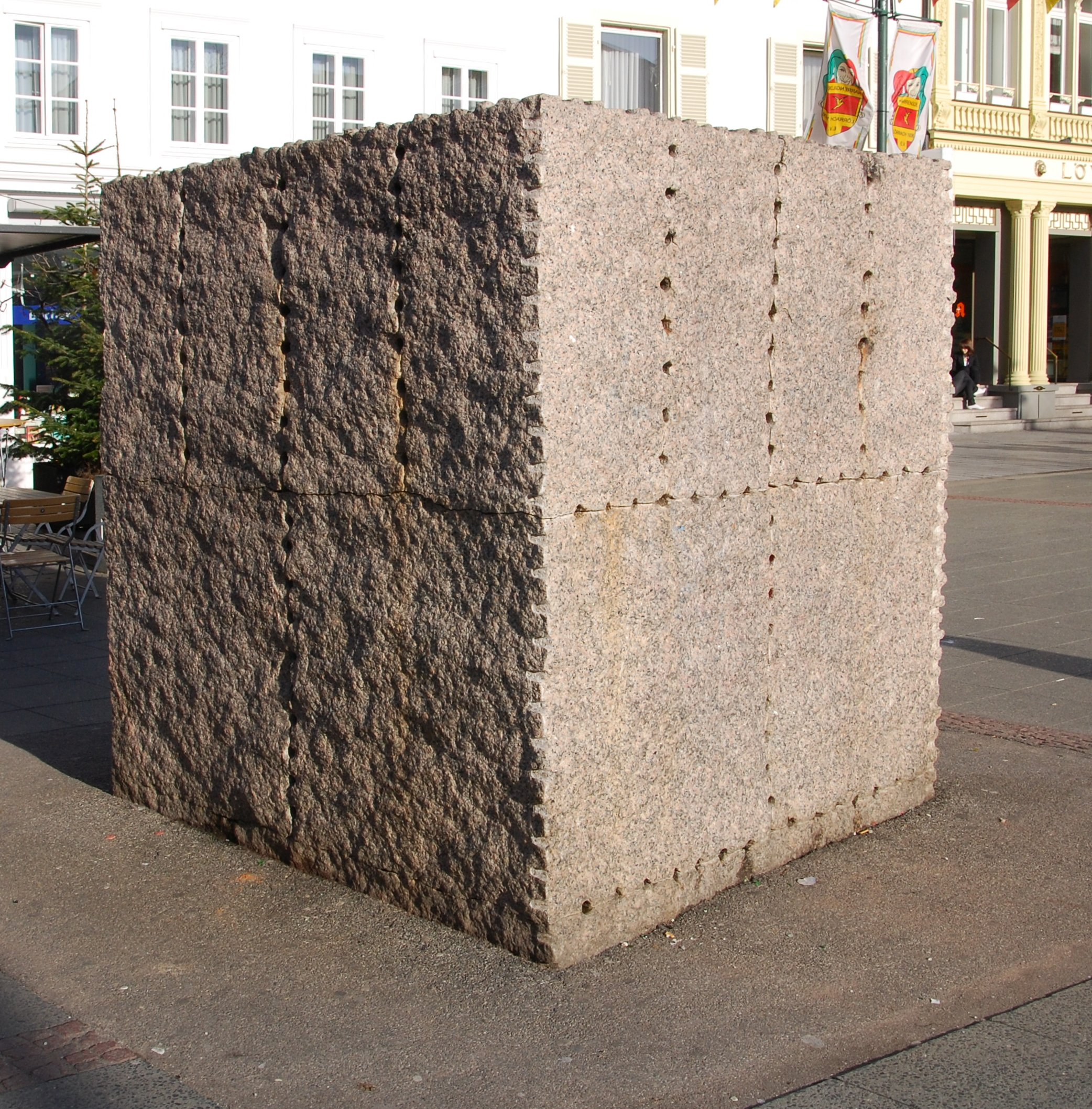
Ulrich Rückriem, Granit Rosa Porriño

11. Urs Bargetzi, Hirschenbrunnen, (1827): Der dritte Brunnen von Bargetzi befindet sich an der Kreuzung Turmstraße/Tumringer Straße vor dem Kaufhaus Karstadt. Er zeigt im Trog das Stadtwappen Lörrachs. Hinter dem Trog erhebt sich eine klassizistische Säule. Der Name erinnert an das ehemalige Gasthaus Hirschen.
12. Wilhelm Gerstel, Hebeldenkmal, (1910): Im Hebelpark befindet sich ein überlebensgroßes Standdenkmal des Dichters Johann Peter Hebel. Gerstels Gestaltung ist typisch für den Naturalismus.
13. Karl-Henning Seemann, Der Heiner und der Brassenheimer Müller, (1980–82): Auf dem Bahnhofsplatz befindet sich das Brunnenfigurenpaar. Es stellt einen dicken Müller und einen davongaloppierenden dünnen Reiter (Heiner) dar. Die Darstellung geht auf eine Kalendergeschichte von Johann Peter Hebel zurück.
14. Giancarlo Sangregorio, Triade, 1976: Die abstrakte Steinplastik auf dem Platz vor dem Lörracher Rathaus besteht aus ineinandergreifendem schwarz-grünen Serpentin und rotem schwedischen Granit. Unweit davon steht: Jörg Bollin, Lebensquell - Brunnenskulptur, (1974). Ein fruchtförmiger Stein, aus dem Wasser quillt.
15. Franz Bernhard, Lörracher Sitzende, (1992): Die mehrere Meter große Figur auf einer runden Rasenfläche an der Unterführungsstraße erinnert an eine anmutig sitzende Frau. Die Metallfläche der Plastik wurde unversiegelt und unbeschichtet belassen und wird abends repräsentativ beleuchtet.
16. Max Laeuger, Keramik-Relief, (1902): An der Bonifaziuskirche zeigt das Werk im Jugendstil den gekreuzigten Jesus mit Maria und Johannes.
17. Franz Häring, Wolkenwaage, (1997): Auf dem Senigalliaplatz hat Häring aus Stein, Stahl und Plexiglas die Brunnenskulptur geschaffen. In einem Wasserbecken, einem Schiffsrumpf ähnlich, befinden sich acht Fontänen gleichsam als Segel. Durch eine pendelnde Wasserschaufel wird zweimal pro Minute Wasser ins Becken gegossen, was den Wasserkreislauf symbolisieren soll. Eine quadratische azurblaue Fläche aus Plexiglas mit dem Motiv eines Wolkenhimmels gibt der Brunnenskulptur ihren Namen.
18. Nigel Hall, Lörrach rising: An der Westseite des Lörracher Landratsamtes, steht die Plastik des englischen Bildhauers. Hall gehört dem Konstruktivismus an.
19. Bernd Goering, 9. November, (1976): Ebenfalls vor dem Landratsamt erinnert die Skulptur an die drei wichtigen historischen Daten des 9. Novembers 1918, 1938 und 1989, die alle mit einer Zäsur in der Geschichte Deutschlands verbunden sind. In der Skulptur aus Beton werden zwei aufrecht stehende von zwei sich diagonal durchkreuzenden Pfeilern flankiert. So werden die römischen Ziffern IX und XI (9 und 11) von beiden Seiten lesbar.
20. Stephan Balkenhol, Große Säulenfigur, (1996–97): Auf dem Senser-Platz steht eine vier Meter hohe männliche Figur aus rotem Douglasienholz. Die bewusst unauffällige und durchschnittliche Gestalt steht für den bürgerlichen Zeitgenossen.
21. Bernd Goering, Unterbrochener Kreislauf der Natur, (1991): Südlich des Senser-Platzes in der Tumringer Straße symbolisiert der Brunnen mit einem unterbrochenen Stahlring das störende Eingreifen des Menschen in die Natur.
22. Gedenktafel mit siebenarmigem Leuchter, (1976): In der Synagogengasse zwischen Teichstraße und Neuem Markt erinnert sie an die ehemalige Synagoge in Lörrach. In der Reichspogromnacht 1938 schwer verwüstet, musste sie ein Jahr später abgebrochen werden.
23. Michael Fischer, Lebensbaum, (1981): Am Neuen Marktplatz ragt aus einem Brunnentrog eine Baumskulptur mit einem Liebespaar in der Baumkrone.

## Fotogalerie

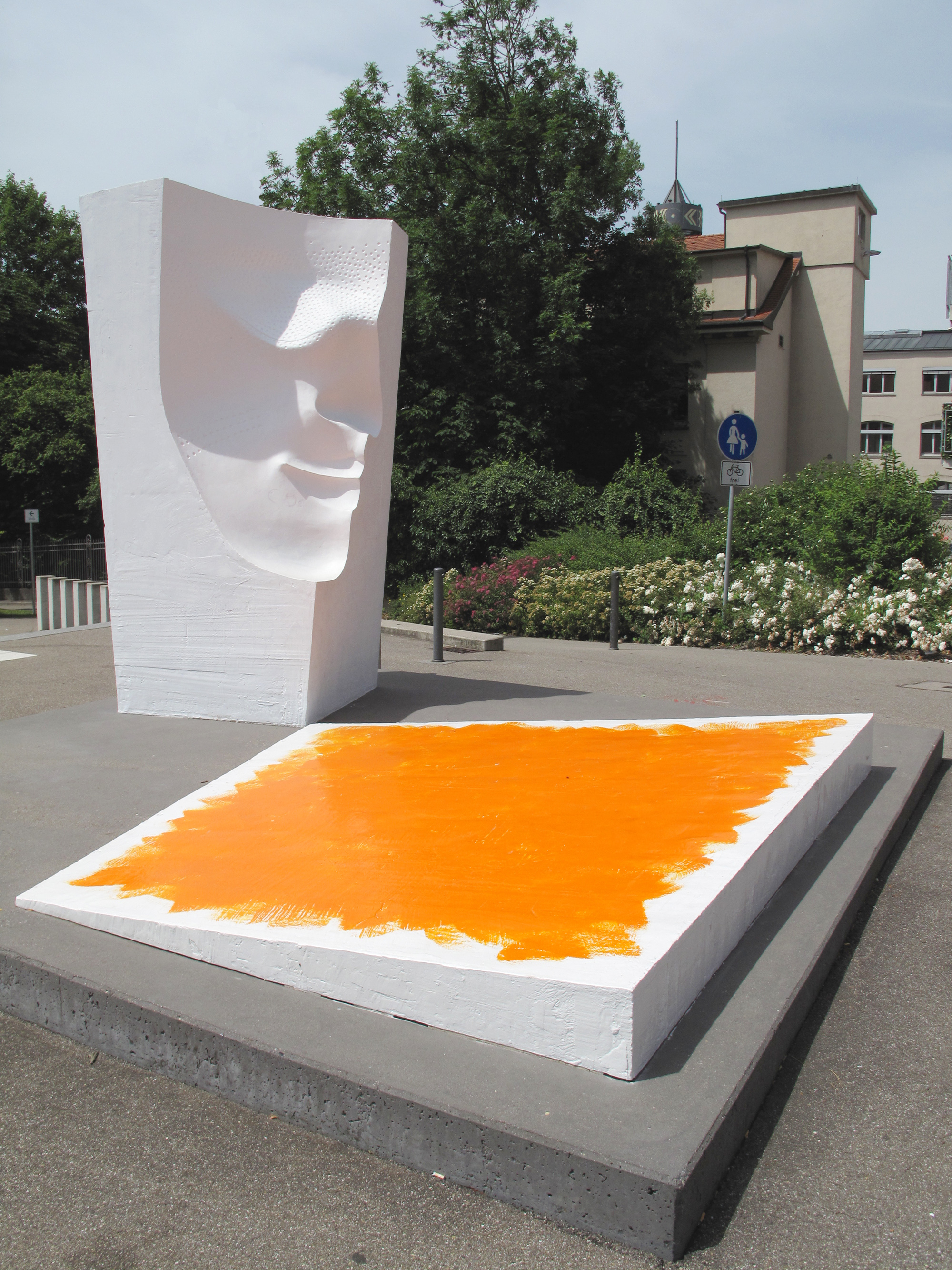
Licht im Kopf, Beatrix Sassen
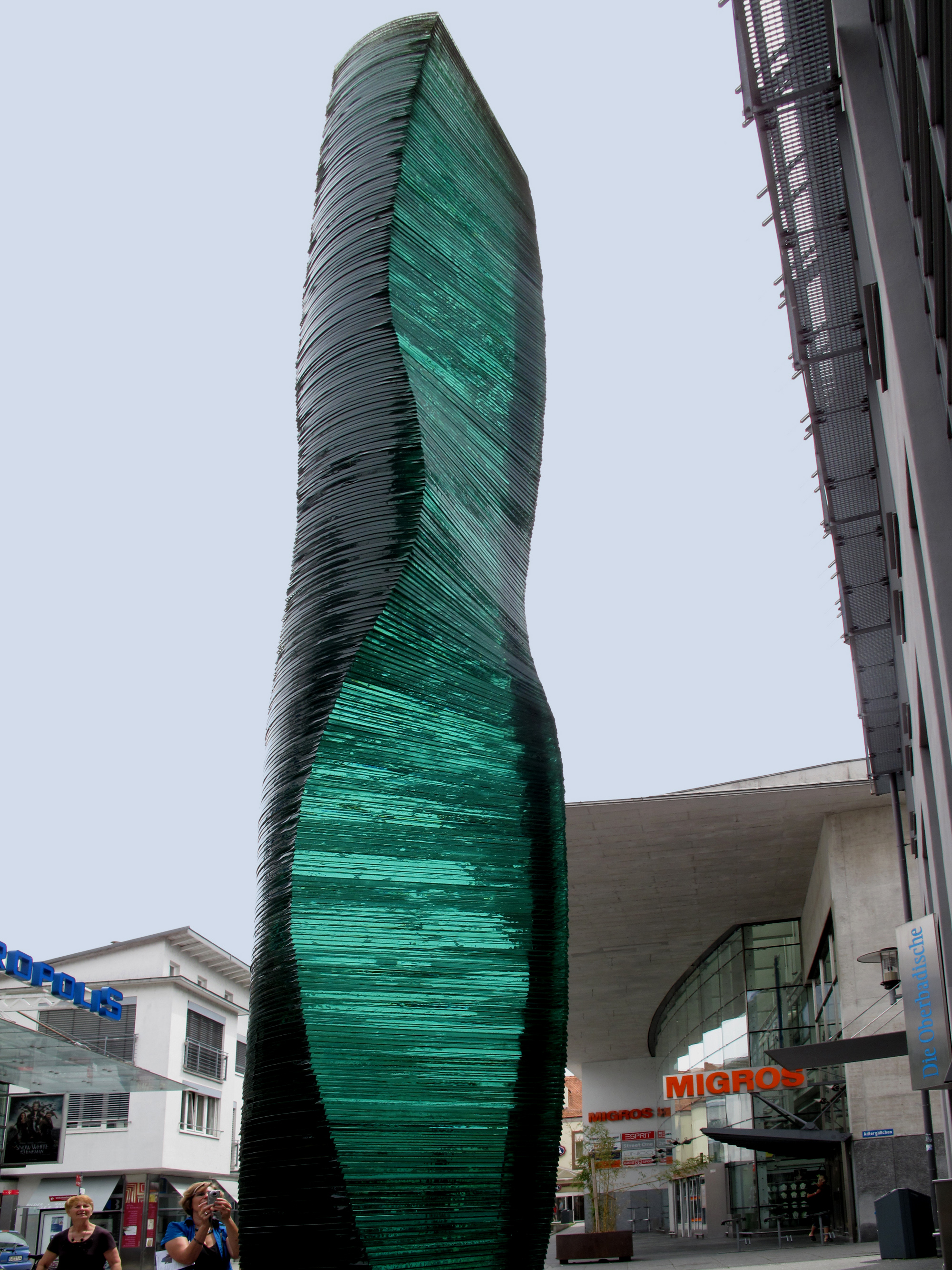
Tendenz steigend, Lasse Brander
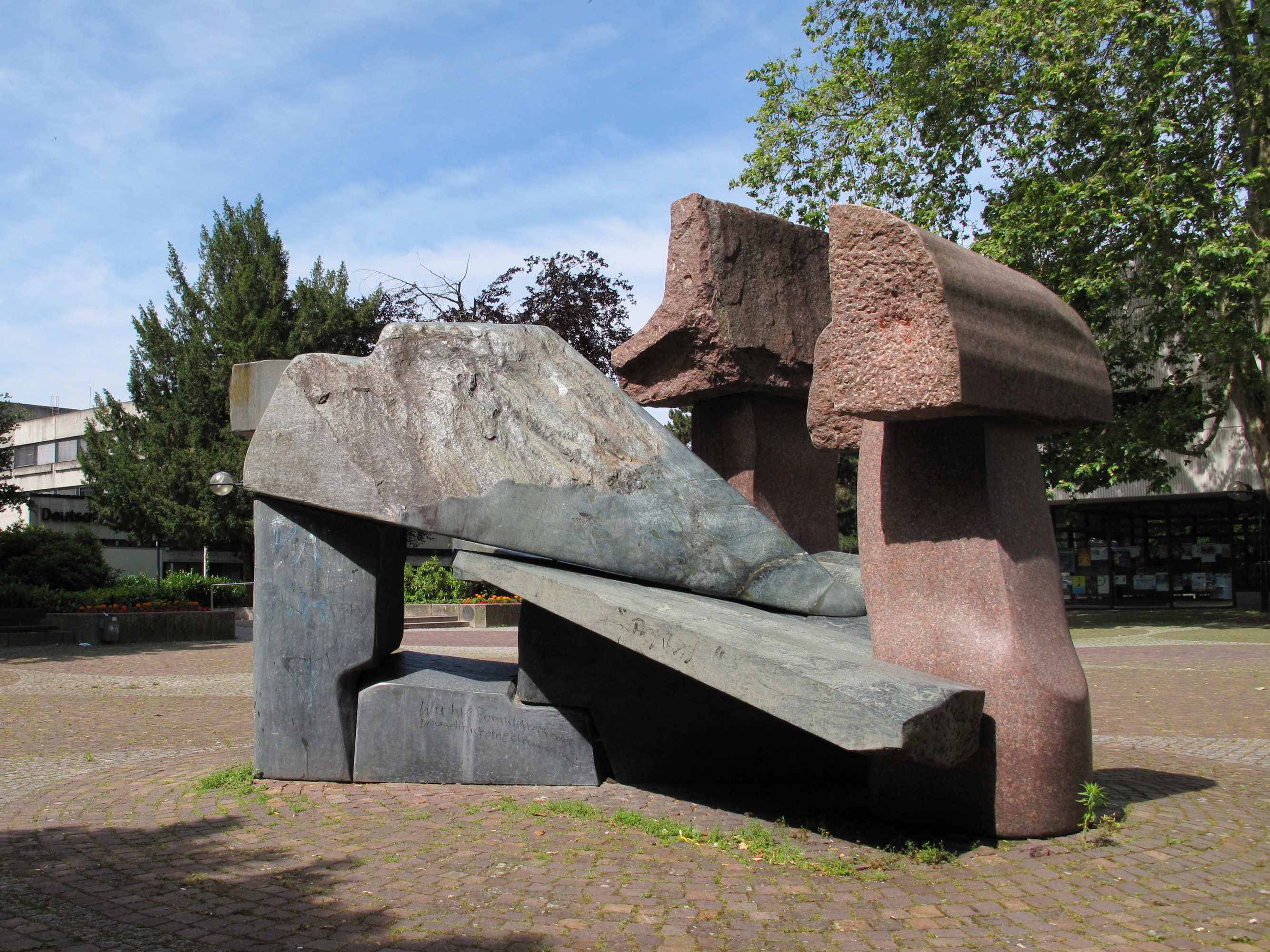
Triade, Giancarlo Sangregorio
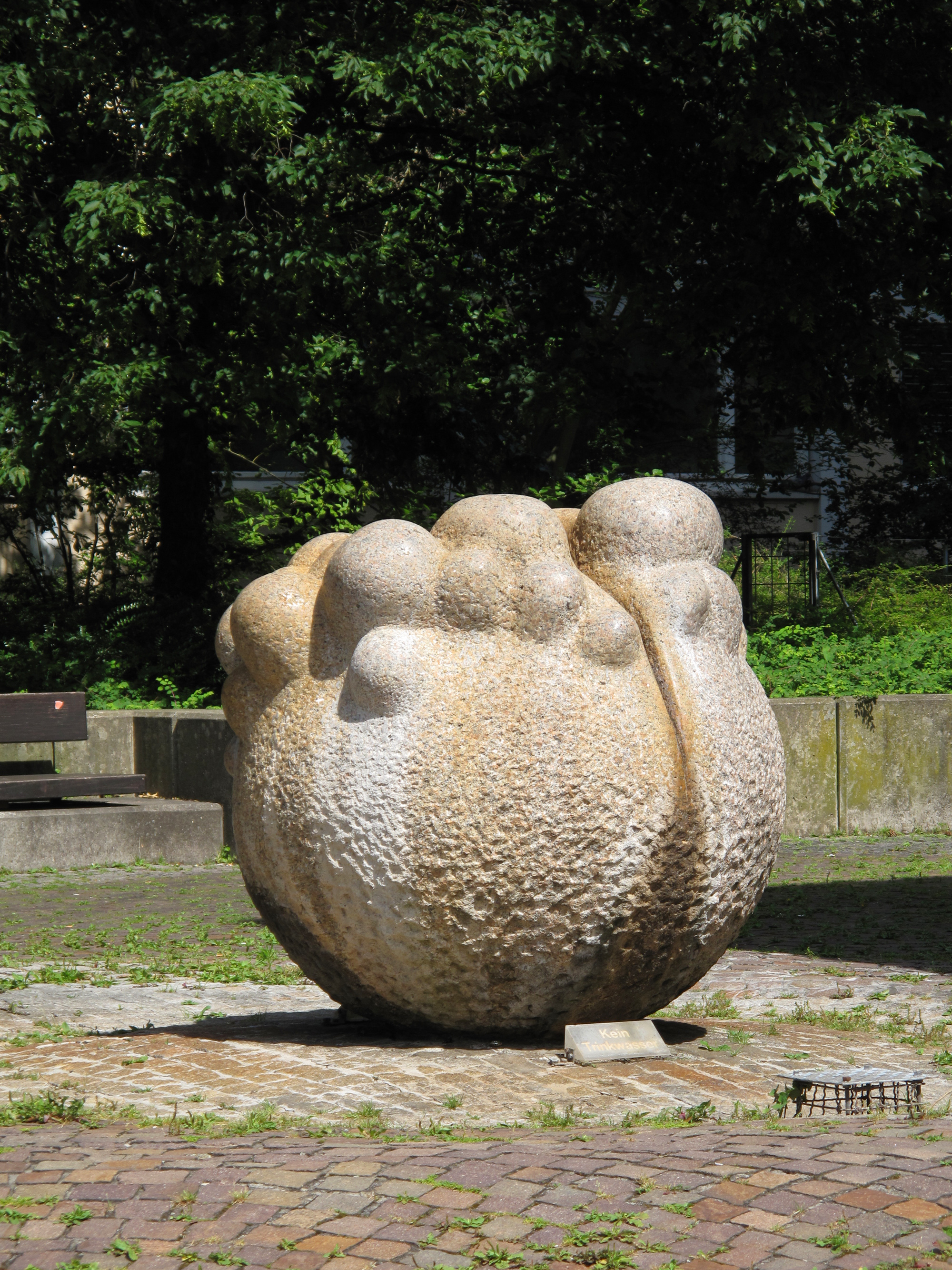
Lebensquell, Jörg Bollin
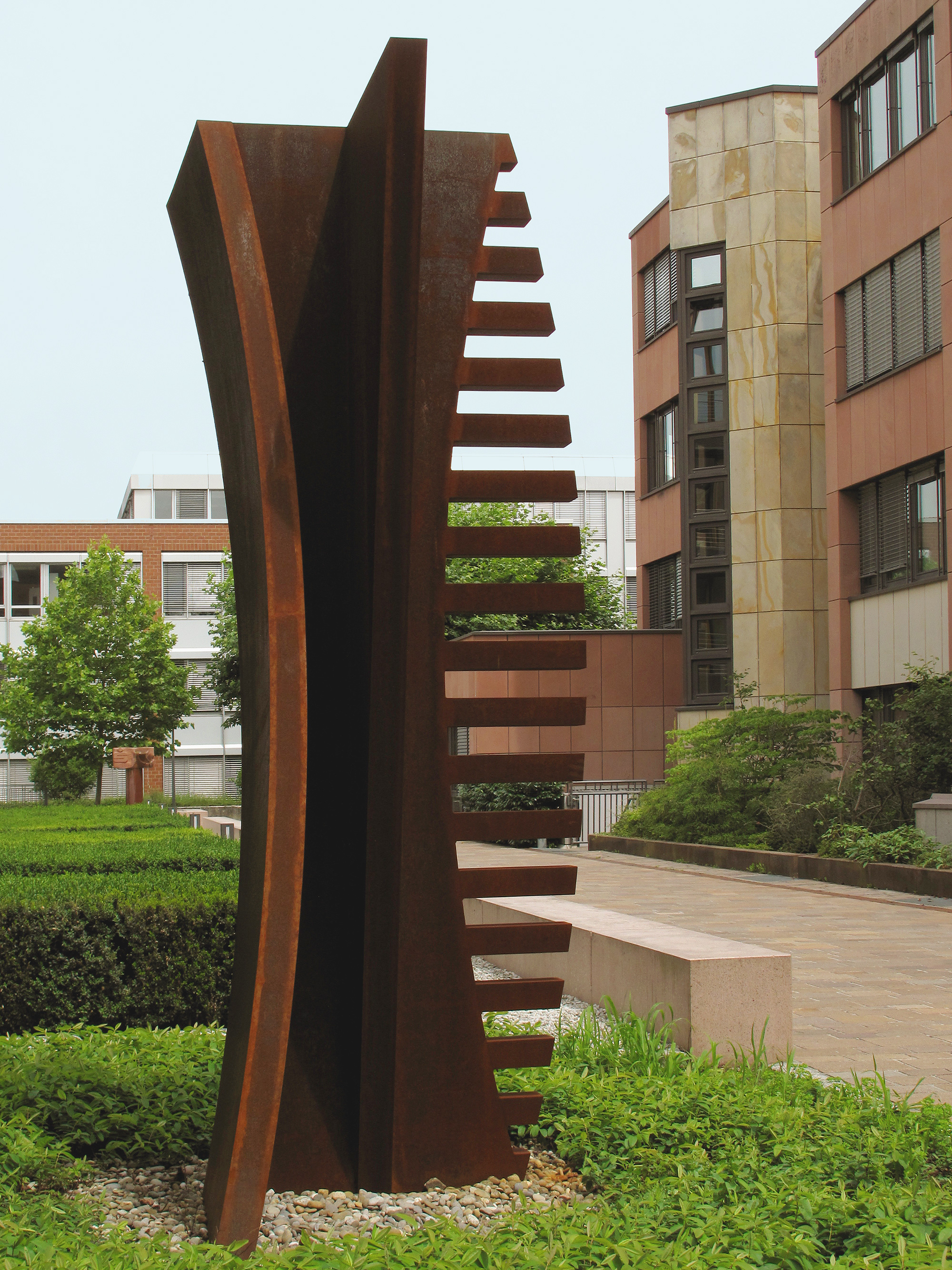
Lörrach rising, Nigel Hall
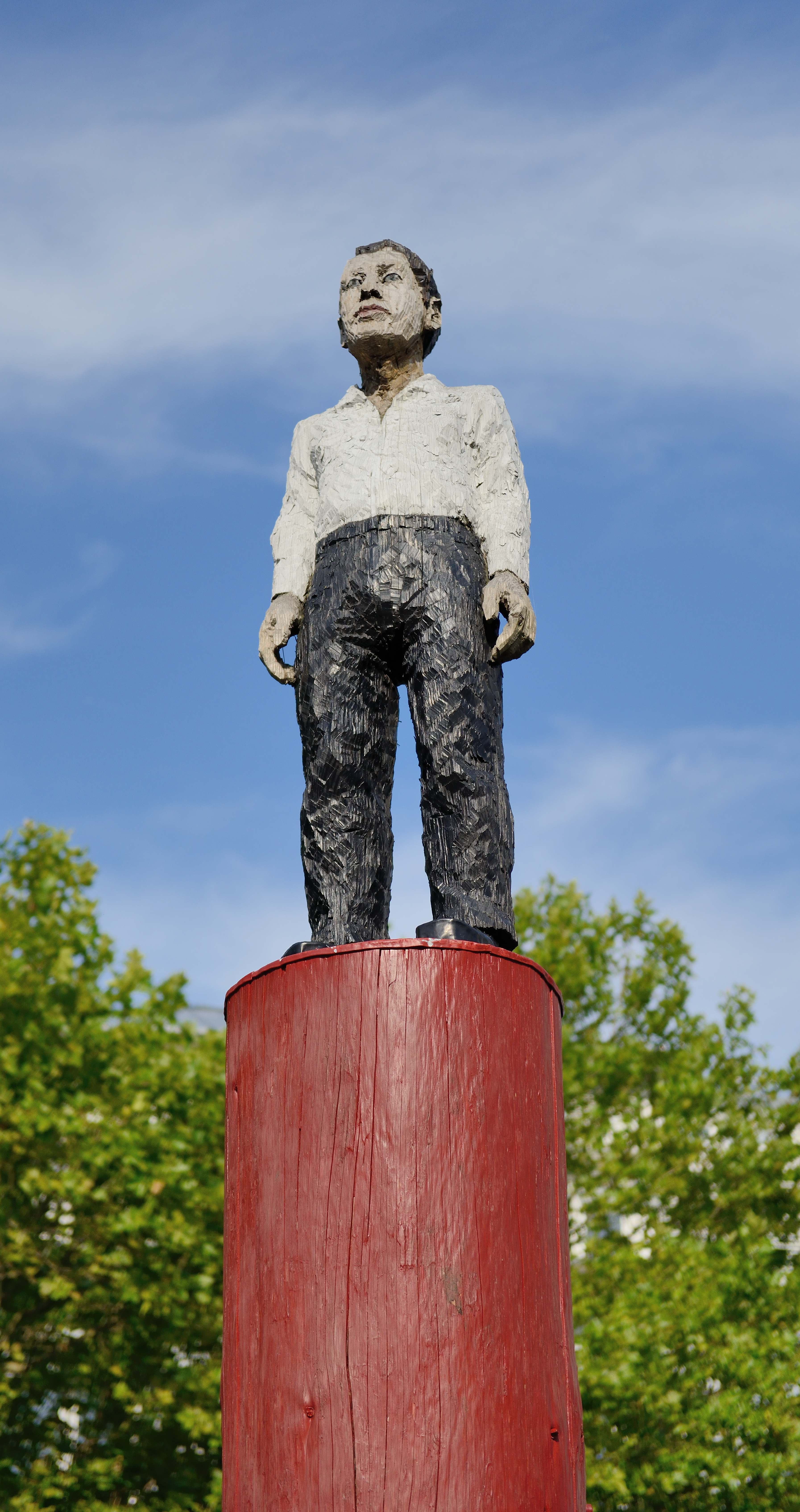
Große Säulenfigur, Stephan Balkenhol
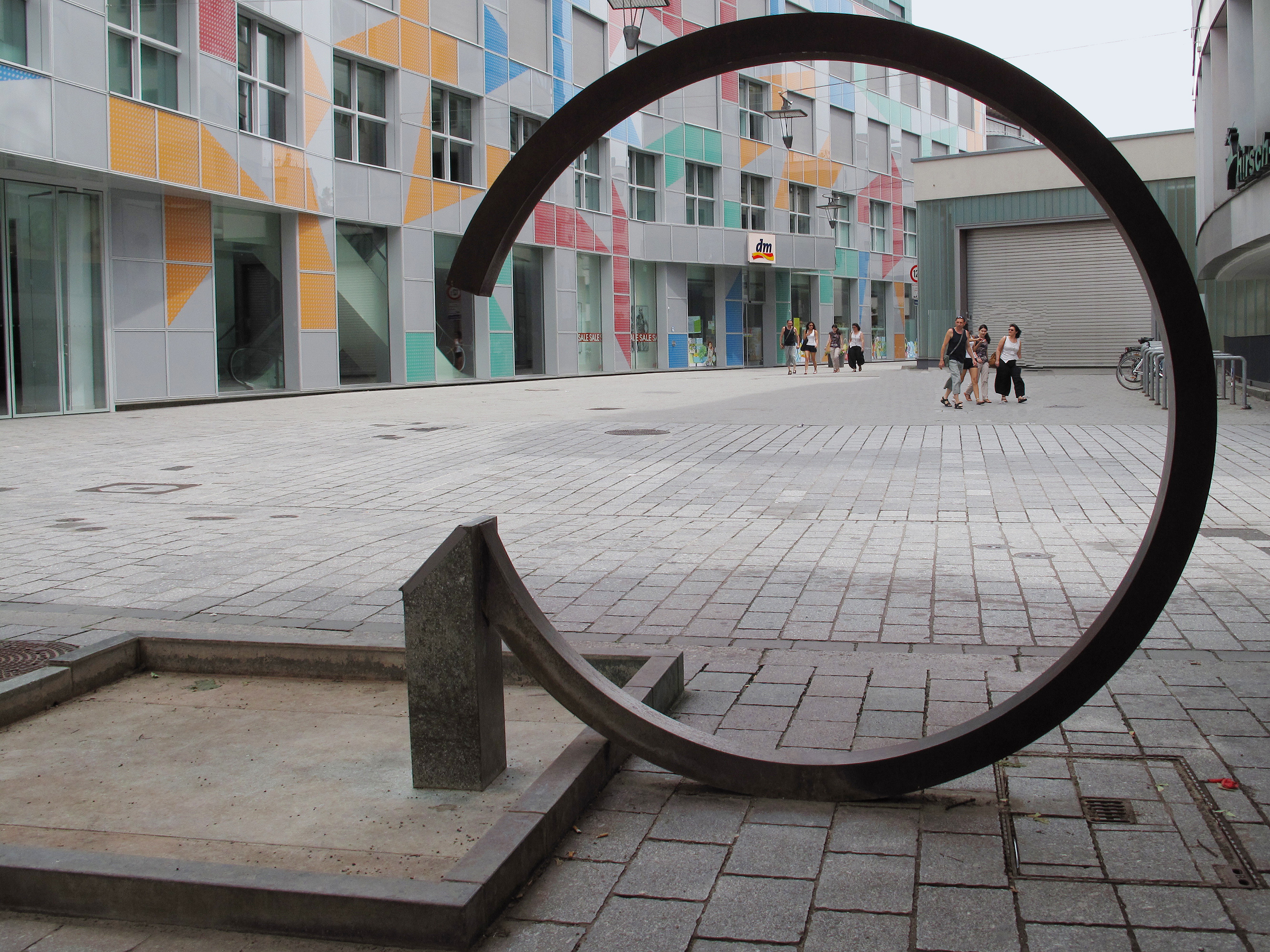
Unterbrochener Kreislauf, Bernd Goering
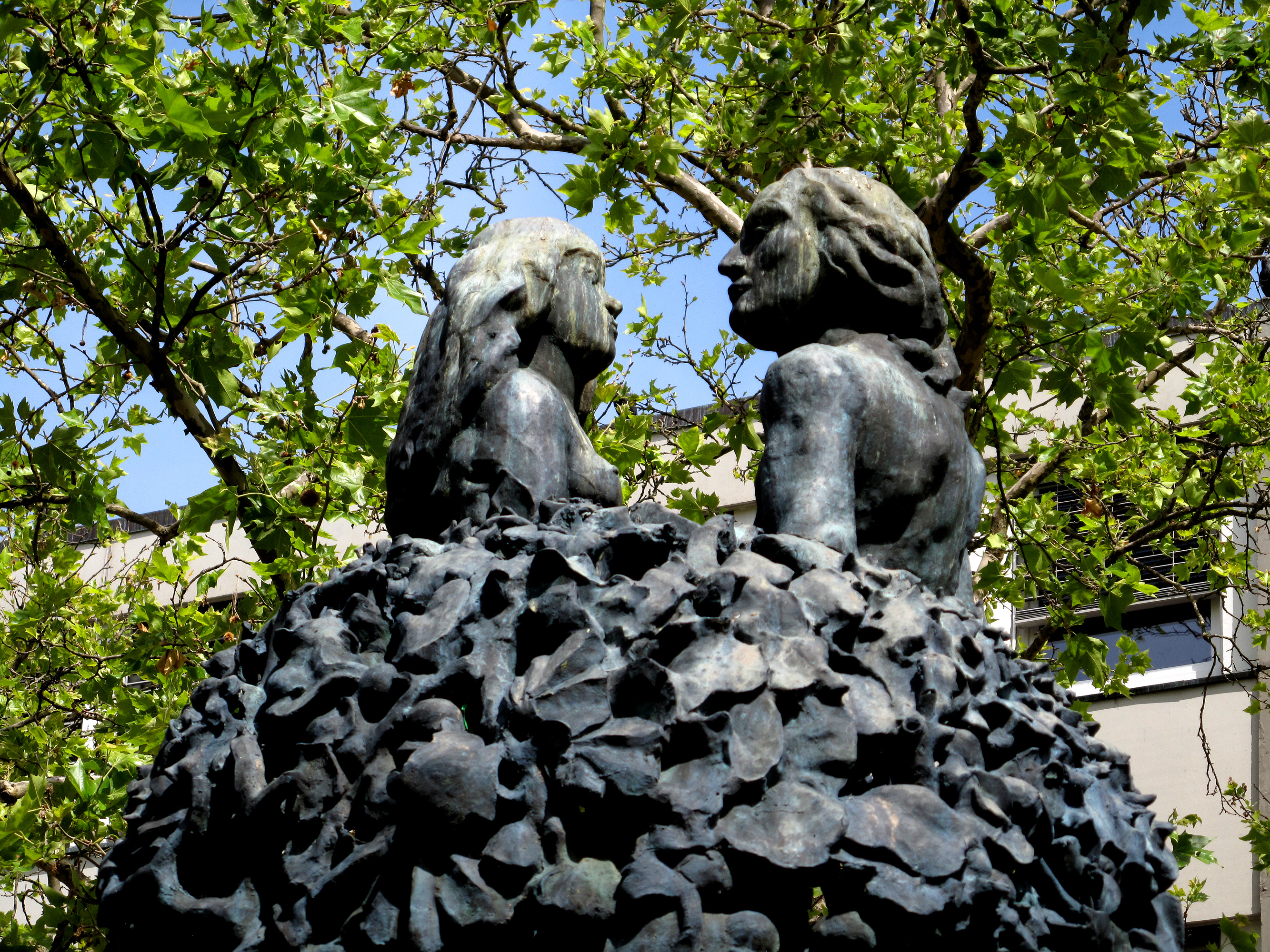
Lebensbaum, Michael Fischer